# Eupithecia orcadensis
Eupithecia orcadensis är en fjärilsart som beskrevs av Louis Beethoven Prout 1901. Eupithecia orcadensis ingår i släktet Eupithecia och familjen mätare. Inga underarter finns listade i Catalogue of Life.